# Eddy Achterberg
Evert Cornelis Gerardus (Eddy) Achterberg (Utrecht, 21 februari 1947) is een Nederlands voormalig profvoetballer en trainer. Hij speelde voor VV DOS, FC Twente en FC Groningen. Hij was als assistent-trainer werkzaam bij FC Twente, Roda JC, FC Schalke 04 en Red Bull Salzburg.

## Loopbaan

### DOS
Hij begon met voetbal in de jeugdafdeling van DOS waar hij een veelscorende aanvaller was. Hij debuteerde als zeventienjarige in het eerste elftal in de uitwedstrijd tegen MVV op 6 december 1964. In het seizoen 1965/66 kreeg hij een vaste plek op het middenveld. In zijn laatste jaar voor DOS, seizoen 1966/67, scoorde hij negen doelpunten en verdiende een transfer naar FC Twente. Hij was twintig toen hij DOS na tien jaar verliet. Hij vervulde in die periode zijn militaire dienstplicht en kwam uit voor het militaire elftal.

### Jeugdinternational
Hij speelde in 1965 zes interlands voor het Nederlands jeugdelftal 16-18 jaar. Waarvan vier duels tijdens het Europees kampioenschap dat in april 1965 in West-Duitsland werd gehouden. Achterberg was in deze jeugdinterlands teamgenoot van de twee maanden jongere Johan Cruijff.
Achterberg kwam daarna eenmaal uit voor Jong Oranje. Hij stond als rechtsback opgesteld in de thuiswedstrijd tegen Roemenië (2-2) op 23 november 1966.

### FC Twente
De overgang van DOS naar FC Twente betekende een verbetering voor Achterberg. DOS was na het behalen van de landstitel in 1958 afgedaald naar de onderste regionen van de Eredivisie. Terwijl de nog  jonge fusieclub FC Twente, in 1965 ontstaan door de samenvoeging van Sportclub Enschede en Enschedese Boys, in opkomst was. In zijn debuutseizoen 1967/68 eindigde de club als achtste. In de jaren daarna eindigde FC Twente telkens in de top vijf. Met als beste prestatie de tweede plaats in het seizoen 1973/74 achter landskampioen Feyenoord.

### Beenbreuk
Achterberg miste het grootste deel van het seizoen 1970/71 nadat hij op 18 oktober 1970 een scheenbeenbreuk opliep in de uitwedstrijd tegen Holland Sport. In februari 1971 stond hij alweer op het veld bij het tweede elftal. Dat bleek te vroeg want hij kreeg een terugslag. Na ruim een halfjaar afwezigheid maakte hij op 2 mei tegen Feyenoord zijn rentree.

### Europa
Hij speelde zowel met DOS als FC Twente twee seizoenen om de Jaarbeursstedenbeker, de voorloper van de UEFA Cup. Het meeste Europese succes behaalde hij met FC Twente. Bij de eerste deelname aan de UEFA Cup, in het seizoen 1972/73, bereikte FC Twente de halve finale waarin het werd uitgeschakeld door Borussia Mönchengladbach. 
Een jaar later strandde FC Twente in de achtste finale tegen Ipswich Town. In de editie UEFA Cup 1974/75 bereikte de club door de winst op Juventus FC de eindstrijd. Achterberg kwam bij de finaleduels tegen Borussia Mönchengladbach tweemaal als invaller binnen de lijnen. De uitwedstrijd op 7 mei 1975 in het Rheinstadion in Düsseldorf eindigde in 0-0. Twee weken later verloor FC Twente in het eigen Diekmanstadion kansloos met 1-5 door onder meer drie treffers van Jupp Heynckes.
In totaal speelde Achterberg verdeeld over zeven seizoenen 34 Europese wedstrijden waarin hij drie keer scoorde.

### FC Groningen
Zijn tiende seizoen bij FC Twente zou hij niet volmaken. Trainer Spitz Kohn wilde het elftal verjongen waardoor Achterberg niet altijd meer in de basis stond. Hij speelde zijn laatste wedstrijd voor de Enschedese club op 17 oktober 1976 in de met 1-2 verloren thuiswedstrijd tegen Ajax. Een week later maakte hij een niveau lager zijn entree bij FC Groningen met een 0-1 nederlaag tegen Heracles.

### Ontbinding contract
Hij had bij FC Groningen een overeenkomst getekend voor bijna drie jaar, maar die periode zou hij niet uitdienen. Het kwam al na een jaar tot een breuk. Achterberg werd door de club bestraft omdat hij zijn ongenoegen had geuit nadat hij door trainer Theo Verlangen was gewisseld. Een tussentijdse overgang naar SC Cambuur ging om financiële redenen niet door. Begin december 1977 stopte hij op 30-jarige leeftijd als profvoetballer. Het contract met FC Groningen, dat doorliep tot 1 juli 1979, werd ontbonden.

### Trainer
Na zijn afscheid als voetballer werd hij werkzaam in de horeca. In zijn woonplaats Losser nam hij een cafetaria over dat de naam de Keu kreeg. Dit was zijn bijnaam die hij verwierf tijdens zijn jeugdjaren in Utrecht. Hij opende met de Tuffel een tweede cafetaria in Losser.  
Piet Lagarde benaderde hem om vertegenwoordiger te worden voor het sportmerk Adidas. Daarbij volgde hij de opleiding voor coach betaald voetbal en zo keerde hij na een onderbreking van ruim tien jaar terug in de voetballerij.
Hij ging in 1988 aan de slag bij FC Twente. Eerst als jeugdtrainer en vanaf 1990 als assistent. Hij verliet de club in de zomer van 1994 om in het Zuid-Limburgse Kerkrade assistent-trainer te worden van Huub Stevens bij Roda JC.
Bij FC Schalke 04 werd hij in 1998 herenigd met Stevens. Zowel bij Schalke 04 in september 2004 als bij Roda JC in oktober 1996 was hij korte tijd interim-hoofdtrainer. 
Hij keerde in 2000 terug bij FC Twente en ging daarna opnieuw naar Schalke 04 om hoofdcoach Jupp Heynckes te assisteren. Red Bull Salzburg was in 2009 de derde club waar hij samenwerkte met Huub Stevens. In februari 2011 ontstond een conflict tussen beide trainers waarna Achterberg uit zijn functie werd gezet. Hij bleef als scout in dienst bij de club totdat Stevens op 7 april 2011 ontslag kreeg.

### Erelid
In zijn tijd als speler zette hij het FC Twente-clublied Eenmaal zullen wij de kampioenen zijn op de plaat. Hij verhuisde in 2019 vanuit Losser naar een appartement in Enschede. Hij werd ambassadeur van FC Twente en in 2022 benoemd tot erelid.

## Clubstatistieken
| Seizoen | Club         | Land      | Competitie     | Competitie | Competitie | Beker | Beker | Internationaal | Internationaal | Overig | Overig | Totaal | Totaal |
| Seizoen | Club         | Land      | Competitie     | Wed.       | Dlp.       | Wed.  | Dlp.  | Wed.           | Dlp.           | Wed.   | Dlp.   | Wed.   | Dlp.   |
| ------- | ------------ | --------- | -------------- | ---------- | ---------- | ----- | ----- | -------------- | -------------- | ------ | ------ | ------ | ------ |
| 1964/65 | DOS          | Nederland | Eredivisie     | 9          | 2          | 0     | 0     | 0              | 0              | 0      | 0      | 9      | 2      |
| 1965/66 | DOS          | Nederland | Eredivisie     | 23         | 1          | 3     | 1     | 2              | 0              | 0      | 0      | 28     | 2      |
| 1966/67 | DOS          | Nederland | Eredivisie     | 33         | 9          | 1     | 0     | 4              | 0              | 0      | 0      | 38     | 9      |
| 1967/68 | FC Twente    | Nederland | Eredivisie     | 33         | 0          | 6     | 0     | 0              | 0              | 0      | 0      | 39     | 0      |
| 1968/69 | FC Twente    | Nederland | Eredivisie     | 31         | 4          | 2     | 0     | 0              | 0              | 0      | 0      | 33     | 4      |
| 1969/70 | FC Twente    | Nederland | Eredivisie     | 34         | 1          | 5     | 1     | 2              | 0              | 0      | 0      | 41     | 2      |
| 1970/71 | FC Twente    | Nederland | Eredivisie     | 13         | 0          | 1     | 0     | 2              | 0              | 0      | 0      | 16     | 0      |
| 1971/72 | FC Twente    | Nederland | Eredivisie     | 22         | 1          | 0     | 0     | 0              | 0              | 0      | 0      | 22     | 1      |
| 1972/73 | FC Twente    | Nederland | Eredivisie     | 24         | 7          | 3     | 0     | 9              | 1              | 0      | 0      | 36     | 8      |
| 1973/74 | FC Twente    | Nederland | Eredivisie     | 29         | 5          | 2     | 1     | 6              | 2              | 0      | 0      | 37     | 8      |
| 1974/75 | FC Twente    | Nederland | Eredivisie     | 31         | 6          | 3     | 0     | 9              | 0              | 0      | 0      | 43     | 6      |
| 1975/76 | FC Twente    | Nederland | Eredivisie     | 25         | 1          | 2     | 1     | 0              | 0              | 0      | 0      | 27     | 2      |
| 1976/77 | FC Twente    | Nederland | Eredivisie     | 6          | 0          | 0     | 0     | 0              | 0              | 0      | 0      | 6      | 0      |
| 1976/77 | FC Groningen | Nederland | Eerste divisie | 23         | 2          | 3     | 0     | 0              | 0              | 0      | 0      | 26     | 2      |
| 1977/78 | FC Groningen | Nederland | Eerste divisie | 6          | 0          | 1     | 0     | 0              | 0              | 0      | 0      | 7      | 0      |
| Totaal  | Totaal       | Totaal    | Totaal         | 342        | 39         | 32    | 4     | 34             | 3              | 0      | 0      | 408    | 46     |